# The Clash (album)
A The  Clash az azonos nevű zenekar első albuma 1977-ből. Az USA-ban 1979-ben jelent meg. Szerepel az 1001 lemez, amit hallanod kell, mielőtt meghalsz című könyvben.

## Az album dalai
| 1. | Janie Jones               | Joe Strummer, Mick Jones      | 2:08 |
| 2. | Remote Control            | Strummer, Jones               | 3:03 |
| 3. | I'm So Bored with the USA | Strummer, Jones               | 2:24 |
| 4. | White Riot                | Strummer, Jones               | 1:56 |
| 5. | Hate and War              | Strummer, Jones               | 2:06 |
| 6. | What's My Name?           | Jones, Keith Levene, Strummer | 1:41 |
| 7. | Deny                      | Strummer, Jones               | 3:06 |
| 8. | London's Burning          | Strummer, Jones               | 2:12 |

| 1. | Career Opportunities | Strummer, Jones          | 1:54 |
| 2. | Cheat                | Strummer, Jones          | 2:06 |
| 3. | Protex Blue          | Strummer, Jones          | 1:47 |
| 4. | Police and Thieves   | Junior Murvin, Lee Perry | 6:03 |
| 5. | 48 Hours             | Strummer, Jones          | 1:36 |
| 6. | Garageland           | Strummer, Jones          | 3:12 |

## Közreműködők
- Mick Jones − gitár, vokál
- Joe Strummer − gitár, vokál
- Paul Simonon − basszusgitár
- Terry Chimes − dob

## Külső hivatkozások
- Revolution Rock: Includes a detailed history of the first album